# 702.ª Divisão de Infantaria (Alemanha)
A 702ª Divisão de Infantaria (em alemão:702. Infanterie-Division) foi uma unidade militar que serviu no Exército alemão durante a Segunda Guerra Mundial.

## Comandantes
| Comandante                           | Data                                          |
| ------------------------------------ | --------------------------------------------- |
| Generalmajor Herbert Lemke           | 17 de abril de 1941 - 4 de setembro de 1941   |
| Generalleutnant Kurt Schmidt         | 4 de setembro de 1941 - 25 de outubro de 1943 |
| Generalleutnant Karl Edelmann        | 25 de outubro de 1943 - 15 de janeiro de 1945 |
| Generalleutnant Dr. jur. Ernst Klepp | 15 de janeiro de 1945 - 8 de maio de 1945     |

## Oficiais de operações
| Oberstleutnant Ulrich Rieck | 20 de março de 1943 - 1945         |
| Major Waldemar Wildschütz   | 20 de abril de 1945 - maio de 1945 |

## Área de operações
| Alemanha | abril de 1941 - maio de 1941 |
| Noruega  | maio de 1941 - maio de 1945  |